# Biedronka azjatycka

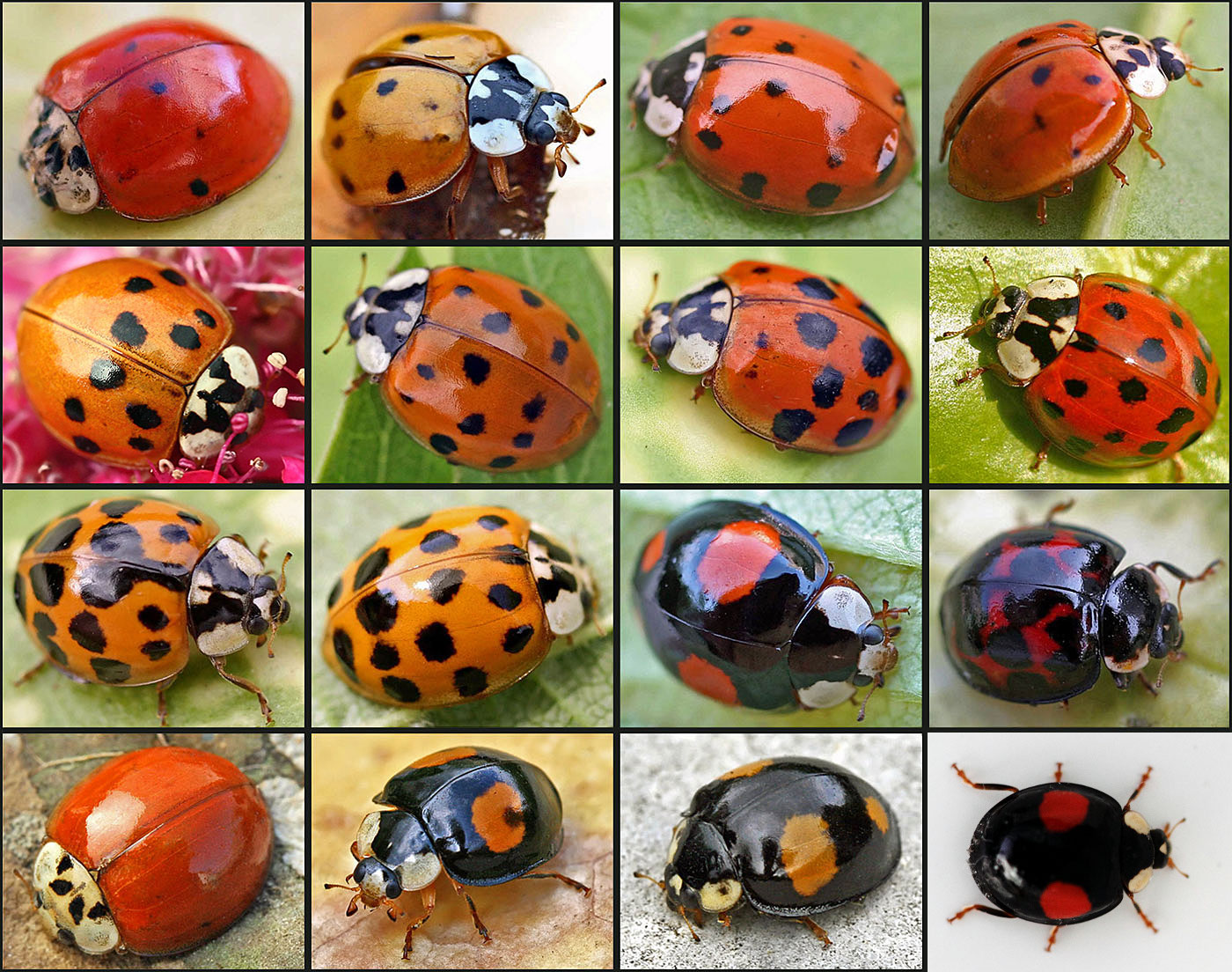
Odmiany barwne H. axyridis

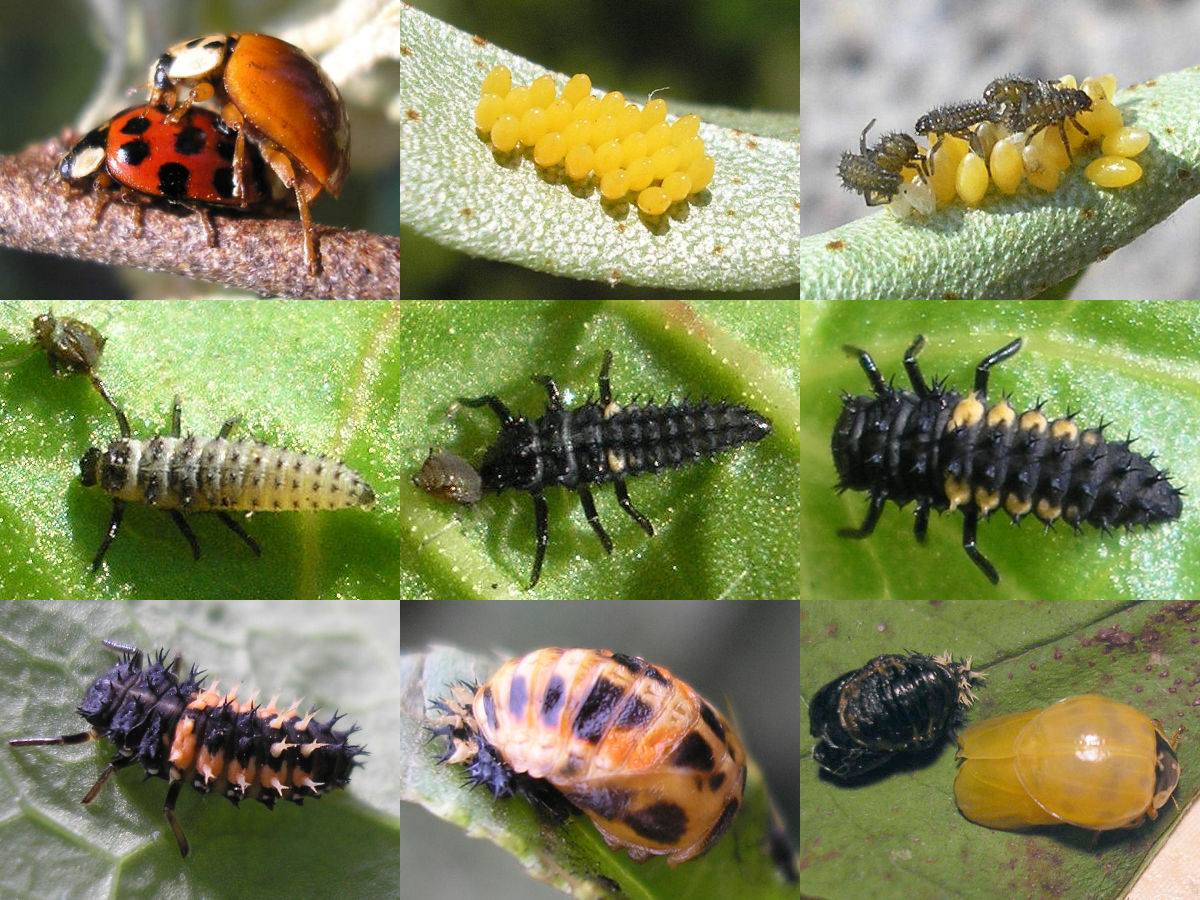
Stadia rozwoju H. axyridis

Biedronka azjatycka (Harmonia axyridis) – pochodzący z Azji gatunek chrząszcza z rodziny biedronkowatych (Coccinellidae). Przez około 20 lat rozprzestrzenił się w obydwu Amerykach i Europie. W Polsce jest gatunkiem inwazyjnym, stwierdzonym po raz pierwszy w 2006 w Poznaniu. W mediach nazywana jest też arlekinem, harlekinem (od angielskiej nazwy Harlequin ladybug).

## Występowanie
Za naturalny zasięg występowania tej biedronki uważana jest wschodnia i środkowa Azja od Ałtaju po wybrzeża Oceanu Spokojnego i od południowej Syberii do południowych Chin. Od 1916 była wielokrotnie wprowadzona do walki z mszycami (Aphidoidea) na terenie Stanów Zjednoczonych, początkowo w Kalifornii, w 1988 w Luizjanie i w 1982 w Europie Zachodniej, gdzie była sprzedawana przez prywatne firmy. Na nowych terenach wymknęła się spod kontroli. Okazała się gatunkiem bardzo ekspansywnym i szybko się rozprzestrzeniła. Stwierdzono jej pojawienie się w Ameryce Południowej i wielu krajach Europy Zachodniej, a ostatnio na południu Afryki.
Do Europy została sprowadzona po raz pierwszy w 1964 (Ukraina), a następnie w 1968 (Białoruś). W 1982 introdukowano ją we Francji. Jej występowanie w Europie w warunkach naturalnych po raz pierwszy odnotowano w 1991 roku we Francji. Kolejnym krajem była Grecja (1998) oraz Belgia i Niemcy (1999). W Holandii została zaobserwowana w 2002, a w 2004 stwierdzono jej obecność w hrabstwie Essex w Wielkiej Brytanii oraz we Francji. Do krajów, w których odnotowano jej występowanie, należą: Kanada, USA, Argentyna, Brazylia, Belgia, Francja, Grecja, Holandia, Niemcy i Wielka Brytania, od 2006 także Włochy, Austria, Czechy, Polska i Dania, a od 2007  Norwegia i Szwecja.
W Polsce udokumentowano pojawienie się Harmonia axyridis we wrześniu 2006 w Poznaniu-Ogrodach i w październiku tego samego roku w Mokrzu koło Wronek, a później w Zielonej Górze, we Wrocławiu i na Mazowszu. Prawdopodobnie rozprzestrzeniła się w zachodniej części Polski. Wschodnią granicą zasięgu w 2007 był Dziekanów Leśny pod Warszawą. W 2008 zaobserwowano jej masowe wystąpienia w Gdańsku. Pojawiła się również na południowym wschodzie Polski – we wrześniu 2009 r. zaobserwowano ją w Lublinie a w 2010 roku odnotowano obecność w Olsztynie. Pod koniec 2011 pojawiła się w masowych ilościach na Górnym Śląsku. W 2020 odnotowano jej występowanie w całej Polsce.

## Morfologia i ekologia

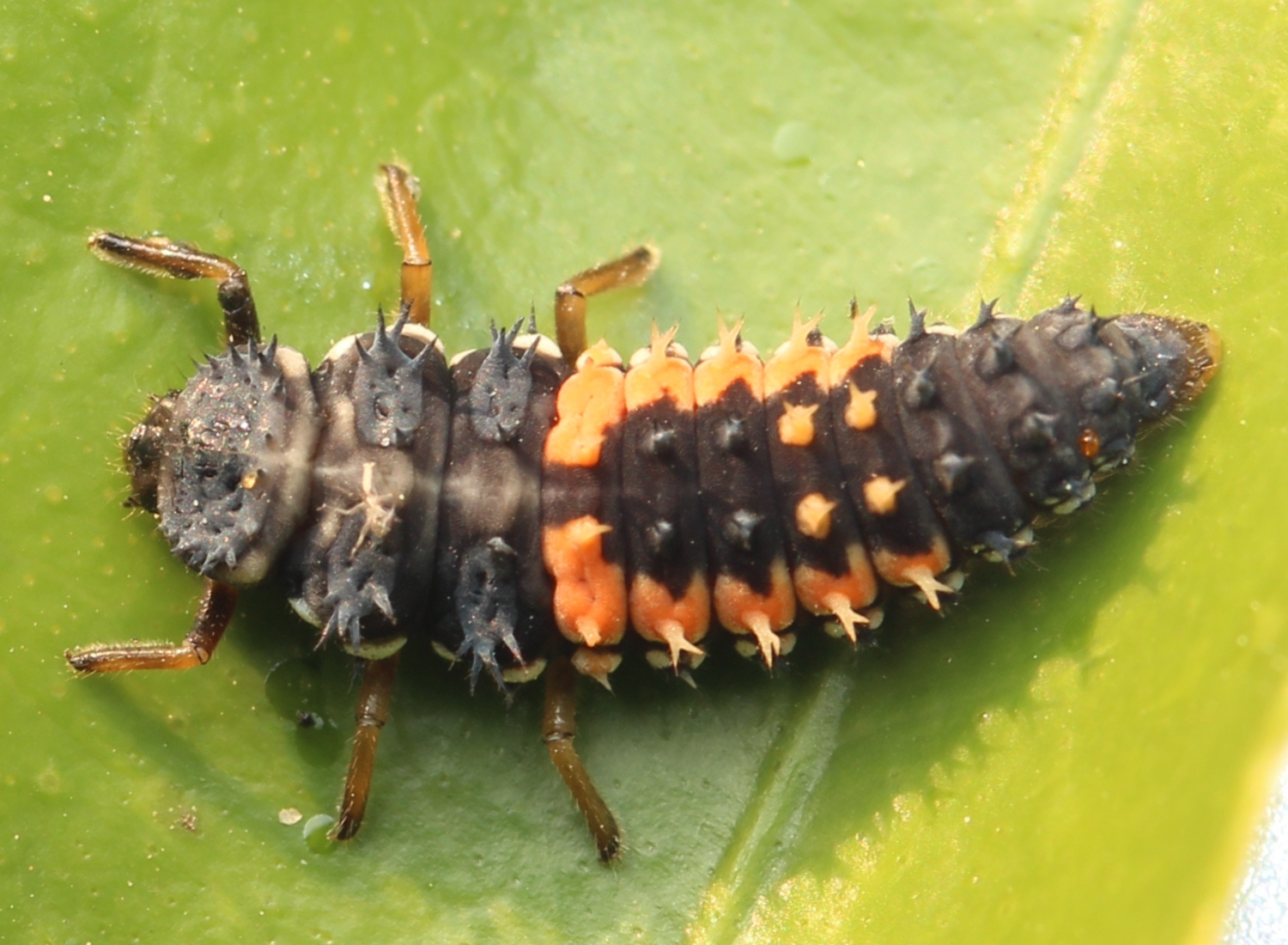
Charakterystyczne pomarańczowe pasy na bokach odwłoka i 4 brodawki grzbietowe larwy czwartego stadium

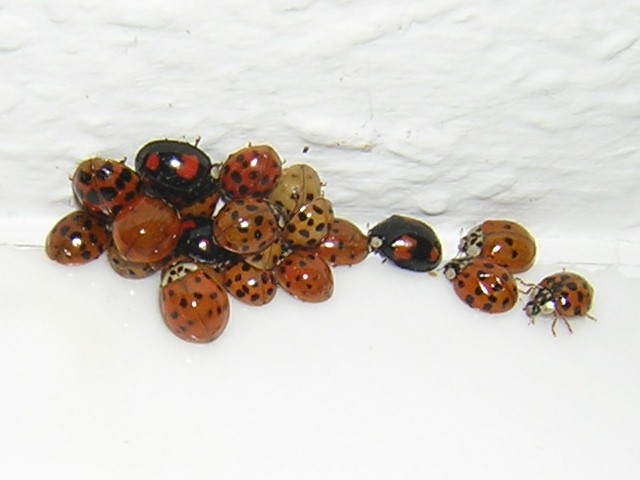
Zimująca kolonia

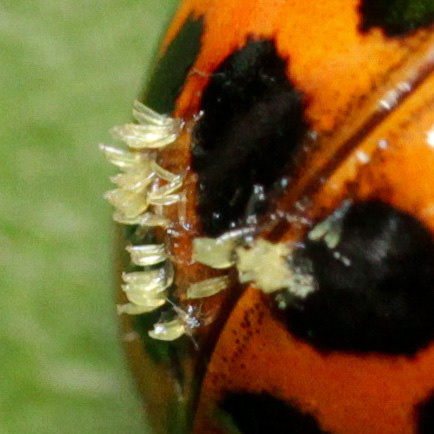
Hesperomyces harmoniae na H. axyridis.

Harmonia axyridis jest biedronką średniej wielkości, o bardzo zmiennym ubarwieniu pokryw – od żółtego i pomarańczowego, przez czerwone aż do czarnego. Jej ciało jest owalne, wypukłe, o długości 5–8 mm, zbliżone wielkością do biedronki siedmiokropki (Coccinella septempunctata). Liczba kropek od 0 do 23.
Jest spotykana w różnych środowiskach, głównie na krzewach i drzewach liściastych, także na terenach zurbanizowanych. Biedronka azjatycka skutecznie ogranicza populacje mszyc, które są jej podstawowym pokarmem. W okresie około 10-dniowego rozwoju larwa zjada od 90 do 370 mszyc. Owad dorosły zjada od 15 do 65 mszyc dziennie. W okresie niedoboru mszyc dietę uzupełnia innymi stawonogami, ich jajami i larwami, w tym także innych biedronek. Zjada też pyłek kwiatowy i nektar, nadgryza dojrzałe owoce. W winogronach przegryza skórkę i wchodzi do owocu. Jesienią podejmuje długodystansowe loty w poszukiwaniu miejsc do przezimowania. Podobnie jak kilka innych gatunków biedronek występujących w Polsce H. axyridis zimuje w zacisznych, ciemnych miejscach w budynkach. Jej skupiska składają się nawet z tysięcy osobników. 
W sprzyjających warunkach wytwarza do 5 pokoleń w ciągu roku. Żyje przeciętnie od 30 do 90 dni, maksymalnie do 3 lat.

## Zagrożenia

### Dla rodzimych gatunków
Obserwacje przeprowadzone w Stanach Zjednoczonych i Wielkiej Brytanii wskazują, że Harmonia axyridis jest gatunkiem zagrażającym rodzimym gatunkom biedronek. Są też bardzo płodne i szybko zajmują nisze dotychczas zajmowane przez lokalne biedronki. Są bardziej drapieżne, żywią się tym samym pokarmem, a ponadto zjadają jaja i larwy innych gatunków biedronek – co jest zjawiskiem powszechnym wśród biedronkowatych. Z obserwacji przeprowadzonych w Polsce wynika, że larwy biedronki azjatyckiej mogą być atakowane przez biedronkę siedmiokropkę.

### Dla upraw
Stwierdzono żerowanie Harmonia axyridis na owocach uszkodzonych przez ptaki lub inne owady. Istnieją obawy, że biedronka nadgryzająca owoce i wnikająca do wnętrza owoców winorośli może stać się uciążliwym szkodnikiem sadów owocowych i winnic. Pruszyński i Fiedler podkreślają jednak, że inne gatunki biedronek również są spotykane na dojrzałych owocach. Głównym aspektem problematyczności owada jest więc jego liczebność.
Na nowo zajmowanych terenach H. axyridis praktycznie nie ma naturalnych wrogów, a walka z nią metodami chemicznymi pociągnęłaby zniszczenie populacji rodzimych gatunków biedronek.

### Dla ludzi
Częściej niż w przypadku innych biedronek odnotowano przypadki ukąszeń ludzi (nie są one bolesne), u niektórych osób stwierdzono reakcje alergiczne dotyczące skóry i dróg oddechowych.
Pierwsze przypadki alergii wywołanej kontaktem z biedronką azjatycką zanotowano w 1998 r. Do kontaktu najczęściej dochodzi w warunkach domowych, albowiem jesienią grupy biedronek szukają w ludzkich domach dogodnego miejsca na odbycie zimowej hibernacji. Alergia na biedronkę pojawia się najczęściej jesienią, ale także wiosną. Uczulenie dotyczy wszystkich grup wiekowych (1-78 lat) i płci. Alergeny, oznaczone Har a 1 oraz Har a 2, są obecne w hemolimfie. Objawy nadwrażliwości obejmują: alergiczne zapalenie spojówek, astmę, pokrzywkę i obrzęk naczynioruchowy.
Na jednym z obszarów odnotowano częstość występowania u ludzi alergii na biedronkę na poziomie 10%. W pierwszej kolejności zaleca się unikania kontaktu z biedronką azjatycką, zamiast stosowania leczenia farmakologicznego. W alergicznych testach skórnych należy uwzględnić test na Harmonia axyridis dla pacjentów zamieszkałych na terenach, gdzie ta biedronka występuje.
Uciążliwą dla człowieka substancją wydzielaną przez stawy udowo-goleniowe biedronki jest żółta hemolimfa, a dokładniej zawarte w niej metoksypyrazyny. Wydzielina ta jest wystrzykiwana z tzw. gruczołów obronnych biedronek w przypadku zagrożenia lub przy zgnieceniu chrząszcza. Pozostawia trwałe plamy na przedmiotach. Zdaniem Lingshuang Cai z Iowa State University skład hemolimfy jest związany z ubarwieniem danego osobnika i jest, przynajmniej częściowo, zależny od jego diety w okresie larwalnym.

## Monitoring w Polsce
Systematyczną rejestrację rozprzestrzeniania się Harmonia axyridis w Polsce, od 2008 roku, prowadzi Centrum Badań Ekologicznych PAN.

## Kontrolowanie populacji
Do tej pory zbadano liczne metody zwalczania na obszarach, na których biedronki te zostały wprowadzone i stanowią zagrożenie dla rodzimych gatunków oraz bioróżnorodności. Metody zwalczania obejmują przede wszystkim środki owadobójcze, pułapki, usuwanie skupisk chrząszczy oraz mechaniczne zapobieganie przedostawaniu się do budynków. Opracowywane metody obejmują badanie naturalnych pasożytów i patogenów, w tym wykorzystanie pasożytniczych roztoczy przenoszonych drogą płciową i chorób grzybicznych.
Najlepsze metody radzenia sobie z Harmonia axyridis w prywatnych domach obejmują w pierwszej kolejności działania prewencyjne i uszczelnianie otworów, do których chrząszcze mogą wejść. Odkurzanie osobników, które przedostaną się do środka, jest uznane za skuteczną metodę usuwania ich z domu, chociaż zaleca się wykonywać to ostrożnie, aby nie wywołać odruchowego wydzielenia żółtej hemolimfy.